# Scatella sturdeeanus
Scatella sturdeeanus är en tvåvingeart som först beskrevs av Lamb 1917.  Scatella sturdeeanus ingår i släktet Scatella och familjen vattenflugor. Inga underarter finns listade i Catalogue of Life.